# Sound of Metal
Sound of Metal er en amerikansk dramafilm fra 2020, instrueret af Darius Marder med Riz Ahmed i hovedrollen som en heavy metal-trommeslager, der mister sin hørelse.
Filmen har også Olivia Cooke, Paul Raci, Lauren Ridloff og Mathieu Amalric på rollelisten. 
Sound of Metal havde verdenspremiere på Toronto Film Festival den 6. september 2019. Amazon Studios udgav filmen i biograferne den 20. november 2020 og på Prime Video den 4. december 2020. I Danmark får filmen biografpremiere den 6. maj 2021.
Filmen var nomineret til seks Oscarstatuetter inklusiv en Oscar for bedste film og vandt to af dem: Oscar for bedste lyd samt klipning, sidstnævnte gik til Mikkel E.G. Nielsen.